# اچ‌ام‌اس مارتین (۱۷۹۰)
اچ‌ام‌اس مارتین (۱۷۹۰) (به انگلیسی: HMS Martin (1790)) یک کشتی بود که طول آن ۱۰۰ فوت ۸ ۱⁄۲ اینچ (۳۰٫۶۹۶ متر) بود. این کشتی در سال ۱۷۹۰ ساخته شد.